# Magó (344 aC)
Magó fou comandant de la marina cartaginesa a Sicília el 344 aC. Magó era un nom molt comú a Cartago i així de vegades és difícil distingir-les, sobretot quan només en tenim mencions breues.
Després que Timoleó s'havia apoderat de la ciutadella de Siracusa, el seu rival Hicetes I va demanar l'ajut dels cartaginesos que van vogar cap a Siracusa amb una flota de 150 trirrems i 50.000 homes, però no va guanyar gran cosa. Va fer llavors una expedició contra Catana. Mentrestant Neó, governador de Siracusa, va aprofitar per fer-se amo de l'Acradina. Van començar les dissensions entre els grecs i els cartaginesos. Quan Timoleó es va acostar amb una força de siracusans, els cartaginesos es van retirar.
Magó va tornar a Cartago on la seva conducta va produir indignació i finalment es va suïcidar abans de ser executat. El seu cos fou crucificat després de mort.